# Attaque d'Orizaba
Notes
2 policiers arrêtés
Guerre de la drogue au Mexique
Batailles
L'attaque d'Orizaba a lieu durant la guerre de la drogue au Mexique. Le 11 février 2021, trois policiers sont tués par le Cartel de Jalisco Nouvelle Génération alors qu'ils protègent le SEMEFO (Service de médecine légale) d'Orizaba, dans l’État de Veracruz.

## Déroulé
Le 11 février 2021, vers 14 h 15, quatre policiers fédéraux de la patrouille SP-3040 se trouvent positionnés à l'extérieur du Service de médecine légale d'Orizaba, où les corps de criminels tués la veille sont gardés. En représailles, une attaque est menée par des membres du Cartel de Jalisco Nouvelle Génération. Deux policiers sont tués sur les lieux, un autre meurt à l’hôpital et le dernier est blessé,.

### Victimes
Trois policiers sont tués, deux hommes et une femme. Le quatrième policier présent est grièvement blessé.
| Nom                         | Age | Sexe  | Source |
| --------------------------- | --- | ----- | ------ |
| Hitan Andrés Mota Rodríguez |     | Homme | [ 6 ]  |
| Rita Cecilia Romero Vicon   | 24  | Femme | [ 5 ]  |
| Santiago Zapo Palayot       |     | Homme |        |

## Prise en charge de la ville par l’État de Veracruz
À la suite de l'attaque, le 13 février 2021, le gouvernement de Veracruz prend en charge, indéfiniment, la sécurité publique à Orizaba. Des éléments de l’État de Veracruz, appartenant au Secrétariat à la sécurité publique, désarment la police municipale de la ville et transfèrent ses membres à Xalapa pour qu'ils se soumettent à des contrôles. Certains éléments de la police municipale se sont alors barricadés dans la mairie pour empêcher le gouvernement de Veracruz de les arrêter,,.
Deux policiers sont arrêtés pour trafic de drogues. Au moins sept autres policiers feraient l'objet d'une enquête pour des liens avec le crime.